# Liriomyza lepida
Liriomyza lepida är en tvåvingeart som beskrevs av Spencer 1977. Liriomyza lepida ingår i släktet Liriomyza och familjen minerarflugor. Inga underarter finns listade i Catalogue of Life.